# San Cristóbal de la Vega
San Cristóbal de la Vega település Spanyolországban, Segovia tartományban. San Cristóbal de la Vega Donhierro, Montejo de Arévalo, Tolocirio, Santiuste de San Juan Bautista, Rapariegos és Codorniz községekkel határos. Lakosainak száma 83 fő (2024).

## Népesség
A település népessége az elmúlt években az alábbi módon változott:
| Lakosok száma | 156  | 144  | 141  | 136  | 127  | 124  | 110  | 101  | 88   | 83   |
|               | 2001 | 2004 | 2007 | 2009 | 2012 | 2014 | 2017 | 2019 | 2022 | 2024 |